# Новица Церовић
Церовић Новица (Тушина, 1805 — Тушина, 1895) је био  старохерцеговачки војвода, сенатор и бан.

## Биографија
Рођен је око 1805. године у селу Тушине у Дробњацима, од оца Попа Милутина Церовића и мајке Видосаве Стијеповић. Његов отац Поп Милутин Церовић је погубљен 1813. године у Пљевљима због дизања побуне. Деда Николе Петровића Станко се скумио с протом Милутином Церовићем, при крштењу Милутиновог сина Новице. Смаил-ага Ченгић је убио Стевана, Станковог сина, а Новица је Његошу донео главу Смаил-аге Ченгића, иако га он није убио, но Алексић. Та глава се осушила на кули у Требињу.
Основну школу је завршио у Жупском манастиру, где му је учитељ био Панто Ћук из Мостара. У 27. години је изабран за дробњачког кнеза. Са Његошем је био у пријатељству и извршавао је његова наређења у турском Дробњаку.
У септембру 1840. по налогу са Цетиња, а заједно са Шујом Караџићем и Мирком Алексићем организовао је напад на Смаил-агу Ченгића, који је безобзирним средствима прикупљао феудалне дажбине од дробњачких сељака. Његову улогу у погибији Смаил-аге Ченгића песнички је приказао Иван Мажуранић у епу "Смрт Смаил-аге Ченгића" (Ноћник), а о томе певају и неке народне песме. 
Почетком 1841. постављен је за војводу, а у јулу исте године за сенатора. Тада се настањује на Цетињу.
Године 1856, са војводом Мирком је учествовао, са 6000 црногорских војника, у другој похари Куча. То је практично био масакр над непокорним брђанским племеном, које је у то време било исцрпљено након две борбе против Турака.
Добар познавалац црногорског обичајног права, упућиван је у све крајеве Црне Горе када је требало решавати неки међуплеменски спор.
У Црногорско-турском рату био је члан Врховне команде књаза Николе у Херцеговини и у операцијама према Бару и Улцињу.
Сарадник је Валтазара Богишића на прикупљању података за Општи имовински законик.
Тешко се разболео крајем 1894. године. Жеља му је била да премине на дан Светог Саве, што се и остварило. Преминуо је 14. јануара 1895. године (по старом календару).
Надгробно слово му је држао књаз Никола Петровић, након парастаоса у Цетињском манастиру. Никола је том приликом рекао да му је Новица био најбољи савјетник који му је често говорио да нешто не ради, јер неће бити добро.
Сахрањен је у тушинској цркви. У Боану му је 1995. године откривен споменик, а на свечаности је бесједио академик Миро Вуксановић.

## Галерија
- Црква Светог Ђорђа у Тушини, задужбина Новице Церовића
- Спомен плоча о градњи храма изнад врата
- Новица Церовић